# Thalaikoothal
Ein Thalaikoothal ist ein alter indischer Brauch und eine Tötungsmethode des aktiven Senizids. Nur in einer Region des indischen Bundesstaats Tamil Nadu, im Distrikt Virudhunagar, kam es früher offen und heute im Geheimen bei bettlägerigen oder todkranken Menschen zum Senizid durch das thalaikoothal (thalai = Kopf; koothal = ein Bad geben), das von Angehörigen ausgeführt wurde.
Über den Ursprung der alten Sitte ist wenig bekannt, deshalb wird von einer Position angenommen, es handele sich um eine Reaktion auf wirtschaftliche Veränderungen seit 1950. Die Sichtweise der Anthropologie nimmt dagegen einen uralten Brauch an, über dessen Ursprung nur spekuliert werden kann. Aufgedeckt wurde das thalaikoothal erstmals durch die indische Journalistin Pramila Krishnan ab dem Jahr 2010.
Fachwissenschaftliche Behandlung erfuhr das Thema erstmals durch zwei Juristen: 2012 durch M. Priyamvadha, Assistenz-Professorin für Kriminologie an der Universität von Madras und 2014 durch die indische Assistenz-Professorin Pyali Chatterjee. In diesem alten Ritual, das heute verfassungswidrig ist, wird der Sterbeprozess durch ein ausgedehntes morgendliches kaltes Sesamöl-Bad des Kopfes eingeleitet, was Wärmeverlust bedeutet und mit dem Einflößen großer Mengen frischen Kokoswassers aus den grünen Früchten eine Lungenentzündung, Dysfunktion des Stoffwechsels und Nierenversagen nach sich zieht. Der Tod tritt in ein bis zwei Tagen ein.
Sofern das Ölbad nicht zum Tod führt oder das Opfer sich wehrt, können ihm die Angehörigen auch ein Stück Holz in den Mund stoßen oder den Mund mit Schlamm verkleben. Ein letztes Tötungsverfahren ist so viel Milch bei zugehaltener Nase in den Mund zu trichtern, bis das Opfer aspiriert und erstickt. Die Angehörigen stehen um den Sterbenden herum, lassen einen Sing-Sang hören und beginnen mit der Vorbereitung der Beerdigung.
Heute werden in manchen Fällen der alten Sitte des Ölbads bestimmte Giftdrogen hinzugefügt, um den Tod zu beschleunigen. Lakshmi Subramanian, Journalistin der Zeitung The Week, merkt dazu an: “They are given valium tablets, pesticides, sleeping pills and injections when the oil bath fails to take their lives” (Wenn das Ölbad nicht den Tod herbeiführt, verabreicht man ihnen Valium-Tabletten, Pestizide, Schlaftabletten oder Spritzen).
Ob solche Medikamentengaben, insbesondere durch Spritzen, ein Teil des alten Brauchs sind, darf bezweifelt werden. Offensichtlich hat sich auf den alten Brauch eine schnellere Variante der Tötung aufgesetzt oder diesen Brauch sogar verdrängt. Chatterjee macht die übergroße Armut der Menschen dafür verantwortlich, dass sie das thalaikoothal durchführten.
In der Regel hatten die alten Menschen in den Brauch eingewilligt, weil sie sich als Last für die Kinder und Familien empfanden, doch es kam oder kommt vor, dass sich Alte dem thalaikoothal entziehen und flüchten.
Mehrere Dokumentar- oder Spielfilme greifen das Thema thalaikoothal auf. Der Spielfilm K.D. von 2019 erzählt unter der Regie von Madhumitha ein Roadmovie über die Begegnung des 80-jährigen Karuppu Durai (K.D.), der  vor dem thalaikoothal geflohen ist, mit dem jungen elternlosen Straßenjungen Kutty.